# Linus Bolin
Sven Arne Linus Bolin, född 7 juni 1981 i Lindome, är en svensk handbollsmålvakt. Hans moderklubb är Mölndals HF och han har även spelat för Redbergslids IK, med vilka han tog två SM-guld, HK Drott och Ystads IF, som han anslöt till inför säsongen 2008/2009 och spelade totalt två säsonger med.

## Klubbar
- Mölndals HF
- Redbergslids IK (2000–2006)
- HK Drott (2006–2008)
- Ystads IF (2008–2010)